# (11322) Aquamarine
(11322) Aquamarine est un astéroïde de la ceinture principale.

## Description
(11322) Aquamarine est un astéroïde de la ceinture principale. Il fut découvert le 23 août 1995 à Yatsuka (en) par Hiroshi Abe. Il présente une orbite caractérisée par un demi-grand axe de 2,73 UA, une excentricité de 0,19 et une inclinaison de 10,0° par rapport à l'écliptique.

## Compléments